# Jamie Thomas
Jamie Thomas (ur. 21 października 1985) – piłkarz z Antigui i Barbudy występujący na pozycji pomocnika, obecnie zawodnik Bassa.

## Kariera klubowa
Thomas rozpoczynał swoją karierę piłkarską jako osiemnastolatek w drużynie Bassa SC z siedzibą w mieście All Saints. Już w swoim debiutanckim sezonie, 2003/2004, pomógł jej wywalczyć pierwsze w historii klubu mistrzostwo Antigui i Barbudy. Osiągnięcie to powtórzył również rok później, w rozgrywkach 2004/2005, a następnie także w sezonie 2006/2007. Czwarty i piąty tytuł mistrza kraju zdobył za to podczas rozgrywek 2007/2008 i 2009/2010. Kilkakrotnie brał udział w CFU Club Championship, jednak bez większych sukcesów, dwa razy triumfował również w pucharze krajowym.

## Kariera reprezentacyjna
W seniorskiej reprezentacji Antigui i Barbudy Thomas zadebiutował w wieku 21 lat, w 2006 roku. Wówczas także zdobył premierowego gola w kadrze narodowej. Wziął udział w jednym meczu w ramach eliminacji do Mistrzostw Świata 2010, na które jego drużyna nie zdołała się jednak zakwalifikować. Z takim samym skutkiem zakończyły się dla Antigui i Barbudy eliminacje do Mistrzostw Świata 2014, podczas których Thomas wpisał się na listę strzelców w konfrontacji z Wyspami Dziewiczymi Stanów Zjednoczonych (10:0).